# Фосфорна щелепа
Фосфорна щелепа, офіційно відома як фосфорний некроз щелепи, було професійним захворюванням, яке вражало тих, хто працював з білим фосфором (також відомим як жовтий фосфор) без належних заходів безпеки. Найчастіше це спостерігалося у працівників сірникової промисловості в 19 і на початку 20 століття. Його викликали пари білого фосфору, які руйнують кістки щелепи. Сучасні методи гігієни праці з тих пір усунули умови праці, які викликали це захворювання.

## Симптоми
Страждаючі "форсфорною щелепою" зазвичай починають страждати від болючих зубних болів і набряку ясен. Біль був охарактеризований як «постійний, але прогресуючий.. поширюючись на сусідні зуби та щелепну кістку». Згодом утворився гній, який проникав на слизову оболонку порожнини рота з утворенням нориці, випадінням зуба та повторними абсцесами. Подальше прогресування призвело до утворення секвестру (мертвої кістки, яка відокремилася від живої) через три місяці та некрозу щелепи протягом шести місяців. Відмінною рисою цього захворювання було остаточне відділення секвестру, який описували як пористий і легкий за вагою. Нижня щелепа уражалася частіше, ніж верхня. Уражені кістки світилися в темряві зеленувато-білим кольором. Стан також впливає на мозок, провокуючи судоми в деяких хронічних випадках.

## Лікування
Лікування включало місцеві протимікробні засоби, консервативне видалення секвестрів та хірургічне втручання. Хірургічне видалення уражених кісток щелепи може врятувати пацієнта; інакше настане смерть від дисфункції органів. Хвороба була надзвичайно болючою та спотворюючою для пацієнта, з відмиранням кісткової тканини, що загнивала, супроводжувалася виділеннями з неприємним запахом. Видалення щелепної кістки також серйозно вплинуло на здатність пацієнтів приймати їжу, що призвело до подальших проблем зі здоров’ям, включаючи недоїдання.

## Діагностична візуалізація
Спочатку з’являються клінічні ознаки, біль у зубах і щелепі, абсцеси тощо, як описано вище. Після того, як відбудуться клінічні зміни та стане відомо про проблему, лікар або стоматолог зможе побачити зміни в кістках щелепи за допомогою рентгенограм або рентгенівських знімків. Секвестри, частина або частини кістки, які відмирають і відламуються, мають легку вагу та колір від жовтого до коричневого. Таким чином, фосфорну щелепу можна чітко відмежувати від подібних утворень за допомогою рентгенограм. На рентгенівських знімках секвестри виглядають як типові черви, схожі на пемзу. Секвестри виглядають остеопорозними та декальцифікованими. Відділення мертвої кістки від навколишньої кістки виглядає чітко відмежованим на рентгенограмах.

## Історія

### Відкриття
Перший випадок фосфорної щелепи був діагностований Фрідріхом Вільгельмом Лорінзером, лікарем з Відня в 1839 році  Пацієнтка була віденською майстром сірників, яка протягом п’яти років піддавалася впливу парів фосфору. Він назвав хворобу «Phosphorimus chronicus». У 1844 р. Лорінсер повідомив про 22 випадки фосфоідної щелепи та встановив токсичну дію білого фосфору в сірниках.

### Міжнародне та національне законодавство та громадські організації

#### Європа
Велике князівство Фінляндське, частина Російської імперії, у 1872 році було першою країною, яка ввела абсолютну заборону на виробництво, використання та продаж білого фосфору в сірниках, а потім Данія в 1874 році та Франція в 1897 році. У Великій Британії заборона на сірники з білим фосфором набула чинності 1 січня 1910 року  Міжнародна асоціація трудового законодавства, міжнародна конференція, зібралася в Берні, Швейцарія, в 1906 році і пообіцяла заборонити виробництво, імпорт і продаж білих фосфорних сірників. Цей договір був підписаний Фінляндією, Данією, Францією, Швейцарією, Люксембургом, Італією, Нідерландами та Німеччиною, що вважається першою міжнародною спробою заборонити промисловий продукт.

#### Сполучені Штати
Фосфорна щелепа була оприлюднена Американською асоціацією трудового законодавства, секретар якої Джон Б. Ендрюс почав досліджувати хворобу в 1909 році та виявив понад 100 випадків. Цей звіт опубліковано в Бюлетені Бюро праці. Закон про сірники з білого фосфору 1912 року, підписаний президентом Вільямом Говардом Тафтом 9 квітня 1912 року, вимагав від виробників, які використовували білий фосфор, реєструватися в районних інкасаторах внутрішніх доходів і подавати періодичні повідомлення та звіти; стягували податок у два центи за сто сірників; і вимагав від виробників сірників з білого фосфору приклеювати податкові марки до сірникових коробок.

#### Азія
У 1892 році Росія запровадила високий податок на сірники з білим фосфором, який був подвоїний у 1905 році. До 1906 року виробництво білих фосфорних сірників було скорочено до одного сірника на кожні п'ятдесят. Індія та Японія заборонили використання білого фосфору в 1919 році після Сполучених Штатів, а потім Китай заборонив використання білого фосфору у виробництві сірників у 1925 році 

## Сірникова промисловість
Білий фосфор був активним інгредієнтом більшості сірників з 1840-х до 1910-х років. Занепокоєння з приводу фосфорної щелепи сприяло Страйку сірничниць в Лондоні 1888 року, і хоча цей страйк не припинив використання білого фосфору, Вільям Бут та Армія Спасіння відкрив сірникову фабрику в 1891 році, яка використовувала набагато безпечніший, хоч і дорожчий, червоний фосфор. Армія порятунку також провела кампанію з місцевими роздрібними торговцями, щоб змусити їх продавати лише сірники з червоним фосфором.
Однак промислове використання припинилося лише після того, як використання білого фосфору було заборонено міжнародною Бернською конвенцією в 1906 році, і ці положення були імплементовані в національне законодавство протягом наступних кількох років.

## Механізм дії білого фосфору
Судово-медичні дані свідчать про перетворення жовтого фосфору на сильні амінобісфосфонати за допомогою природних хімічних реакцій в організмі людини. Жовтий фосфор має просту хімію; при поєднанні з молекулами H2O і CO2  від дихання та деякими амінокислотами, такими як лізин, утворюються бісфосфонати.